# IPPF-Charta der sexuellen und reproduktiven Rechte
Die IPPF-Charta der sexuellen und reproduktiven Rechte formuliert sexualitätsbezogene Rechtsansprüche, die auf den allgemeinen Menschenrechten beruhen. Sie wurde von der Mitgliederversammlung der International Planned Parenthood Federation (IPPF) im November 1995 verabschiedet und dient allen Mitgliedsorganisationen weltweit als verbindlicher ethischer Bezugsrahmen. Die Weltbevölkerungskonferenz in Kairo sowie die Vierte UN-Weltfrauenkonferenz in Peking hatten den Anstoß gegeben, die Prinzipien dieser Konferenzen zu übernehmen.

## Inhalt
Die Charta definiert die weltweit geltenden Grundsätze der IPPF. Sie wurde im Rahmen der Strategieplanung der IPPF (Vision 2000) erarbeitet. Ziel ist es lt. Präambel, den IPPF-Mitgliedsverbänden „Sicherheit und Klarheit“ aus IPPF-Sicht über die „Grundrechte von Menschen im Hinblick auf ihr sexuelles und reproduktives Leben“ zu geben. Der erste in der Charta formulierte Grundsatz lautet: 

„Sexualität ist ein wesentlicher Teil der Persönlichkeit jedes Menschen. Aus diesem Grund müssen positive Rahmenbedingungen geschaffen werden, innerhalb derer jeder Mensch alle sexuellen Rechte als Teil seiner Entwicklung in Anspruch nehmen kann.“

Die Charta postuliert zwölf sexuelle und reproduktive Rechte. Jedes dieser Rechte sei bereits bestehenden, internationalen Menschenrechtsdokumenten entnommen. Zu den zitierten Dokumenten gehören die Allgemeine Erklärung der Menschenrechte, den Internationalen Pakt über wirtschaftliche, soziale und kulturelle Rechte, die Übereinkommen zur Beseitigung jeder Form von Diskriminierung der Frau (CEDAW), und die UN-Kinderrechtskonvention.
Die Charta nennt diese Punkte:
1. Das Recht auf Leben.
Genannt wird hierbei unter anderem, dass das Leben keiner Frau durch Schwangerschaft einem Risiko oder einer Gefahr ausgesetzt werden soll, und dass das Leben keines Kindes aufgrund seines Geschlechts einem Risiko oder einer Gefahr ausgesetzt werden soll.
2. Das Recht auf Freiheit und Unversehrtheit der Person.
Hierzu wird unter anderem das Recht aller weiblichen Personen formuliert, keiner Form genitaler Verstümmelung ausgesetzt zu sein.
3. Das Recht auf Gleichheit und darauf, keiner Form der Diskriminierung ausgesetzt zu sein.
4. Das Recht auf Privatsphäre.
5. Das Recht auf Gedankenfreiheit.
6. Das Recht auf Information und Bildung.
7. Das Recht auf freie Entscheidung für oder gegen Ehe und die Gründung und Planung einer Familie.
8. Das Recht zu entscheiden, ob und wann die Geburt eigener Kinder erwünscht ist.
9. Das Recht auf Gesundheitsversorgung und Gesundheitsschutz.
10. Das Recht auf den Nutzen des wissenschaftlichen Fortschritts.
11. Das Recht auf Versammlungsfreiheit und politische Beteiligung.
12. Das Recht auf Schutz vor Folter und Misshandlung.

## Rechtsträger
Die Charta sieht ausschließlich in Personen Rechtsträger: „Nach internationalem Recht sind Personen menschliche Wesen, die geboren wurden; siehe Artikel 1 der Allgemeinen Deklaration der Menschenrechte ‚Alle Menschen werden frei und gleich in Würde und Rechten geboren‘.“

## Bedeutung
Karen Newman und Judith M. Helzner, die an der Erstellung der Charta mitgearbeitet haben, sehen darin ein Paradigma nicht nur für die Rechte der Frauen, sondern für die Menschenrechte insgesamt. Alice M. Miller weist darauf hin, dass die IPPF-Charta insbesondere den Ausdruck sexuelle Rechte nutzt, um dafür zu argumentieren, dass bereits bestehende Rechte bestimmte sexuelle Aktivitäten und Ausdrucksformen schützen würden, wenn denn diese Rechte angewandt würden.